# Cleora displicata
Cleora displicata là một loài bướm đêm trong họ Geometridae.